# Trigonalidae

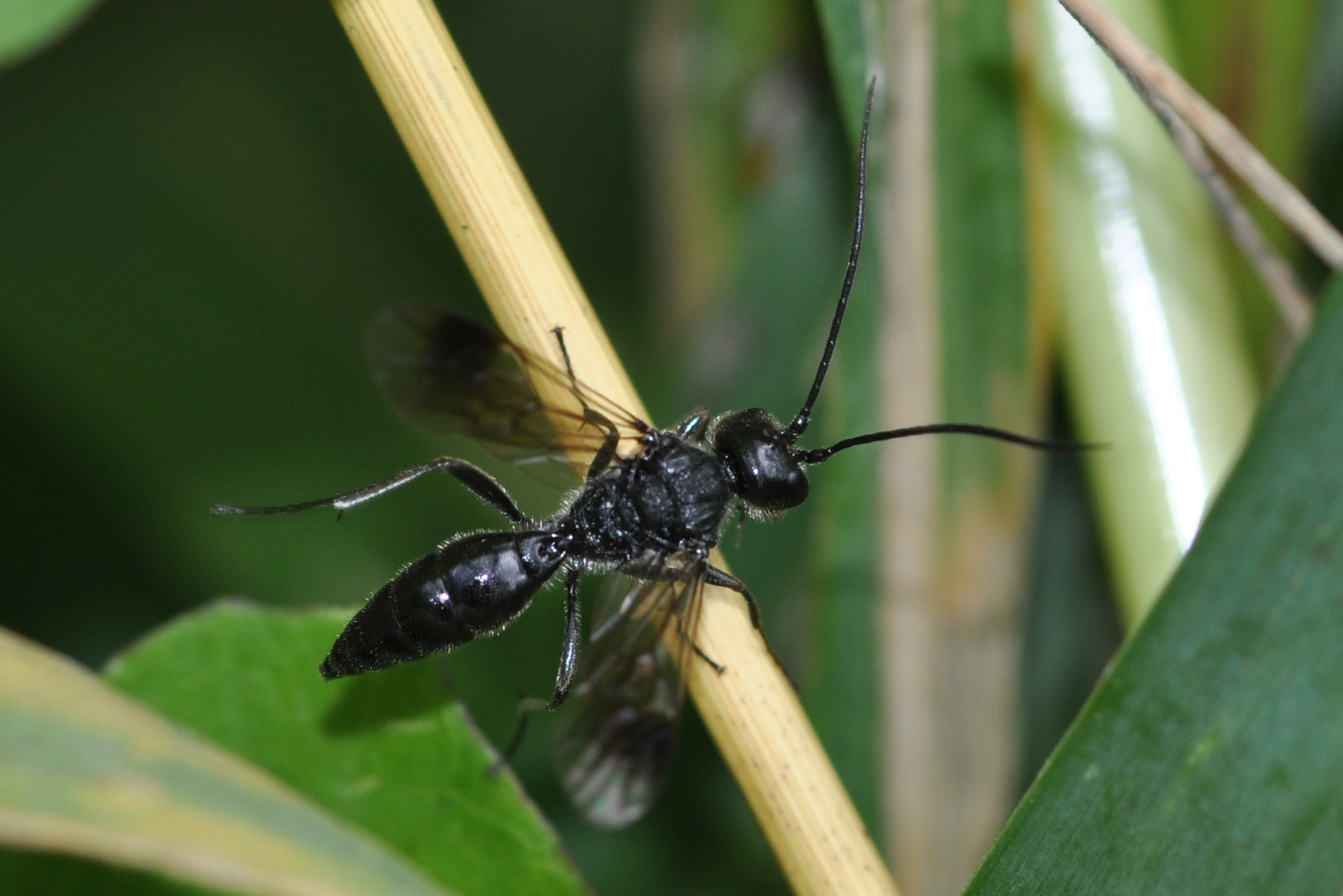
Pseudogonalos hahnii

Die Trigonalidae sind eine Familie der Hautflügler. Sie gehören dort zu den ursprünglicheren Vertretern der Taillenwespen, die früher als "Legimmen" oder Parasitica zusammengefasst wurden. Die weltweit verbreitete Familie hat etwa 90 Arten, von denen eine auch in Deutschland vorkommt. Die Familie ist wegen ihrer besonderen Lebensweise bemerkenswert.

## Merkmale
Trigonalidae sind kleine bis mittelgroße Hautflügler (etwa 5 bis 15 mm, ausnahmsweise auch kleiner, bis 3 mm), die in ihrer Gestalt an Grabwespen, manchmal auch an große Schlupfwespen, oder an Faltenwespen erinnern. Sowohl die Gestalt wie auch die Färbung sind vielgestaltig, es kommen schlanke, grazil gebaute wie auch gedrungenere Arten vor, sie sind in der Grundfarbe meist schwarz, aber häufig sehr kontrastreich mit weißen, gelben und roten Zeichnungselementen gezeichnet. Besonderes Kennzeichen ist u. a. ein Feld aus spezialisierten weißen Haaren oder Schuppen an der Fühlergeißel des Weibchens. Die meisten Arten sind darüber hinaus leicht kenntlich durch sehr große, asymmetrisch gebaute Mandibeln, sehr lange, sechssegmentige Maxillartaster und den besonderen Bau des Hinterleibs bei den Weibchen. Hier ist der Legebohrer rückgebildet und nur rudimentär erhalten und von außen nicht sichtbar. Das Ende der letzten Bauchplatte (Sternum) des Weibchens ist dafür in einen dornartigen Fortsatz ausgezogen, der "Ahle" genannt wird und der anstelle des Legebohrers bei der Eiablage verwendet wird. Die Sterna zwei und manchmal auch drei des Weibchens sind bei den meisten Arten sehr auffallend nach unten in eine Kante oder Spitze verlängert. Die meist bauchwärts herabgezogene "Ahle" und die Kante des zweiten Sternits bilden so ein zangenförmiges Gebilde. Die Trigonalidae haben ein sehr vollständig ausgebildetes, reiches Flügelgeäder mit einer großen Radialzelle (nach anderen Autoren: Costalzelle) nahe der Spitze des Vorderflügels und meist noch neun anderen, geschlossenen Zellen, sowie mindestens zwei geschlossenen Zellen im Hinterflügel. Durch diesen relativ ursprünglichen Bau der Flügel sind sie unter Umständen mit Stechimmen verwechselbar. Sie sind aber von diesen leicht durch die langen Fühler mit zahlreichen Gliedern (meist 18 bis 28 Antennensegmente) unterscheidbar. Ein weiteres Merkmal fast aller Arten ist der Bau des Schenkelrings (Trochanter) der Hinterbeine. Dieser ist nicht nur, wie bei vielen Hautflüglern, in zwei Teile geteilt, sondern der hintere Abschnitt (Trochantellus genannt) ist noch einmal diagonal geteilt, so dass der Abschnitt insgesamt dreigliedrig erscheint. An allen Beinen sind die Krallen längs gespalten. Die Flügel sind klar, oft mit dunklen Flecken und Abzeichen.

## Lebensweise
Alle Arten, deren Lebensweise bisher bekannt geworden ist, entwickeln sich als Parasitoide, meist von anderen Hautflüglern, seltener von Raupenfliegen (Tachinidae). Von sehr wenigen Ausnahmen abgesehen ist die belegte Wirtsart selbst bereits ein Parasitoid, so dass es sich um den Parasiten eines Parasiten, genannt: einen Hyperparasiten, handelt. Die Art der Parasitierung ist dabei bemerkenswert und im Tierreich fast einzigartig. Das Weibchen der Trigonalidae belegt nämlich seinen zukünftigen Wirt gar nicht selbst mit Eiern, sondern nutzt zu diesem Zweck den Wirt oder die Beute seiner eigentlichen Wirtsart als Vektor aus.
Weibchen der Trigonalidae legen ihre Eier auf der Unterseite von Blättern ab. Das Weibchen sitzt dabei auf der Blattoberseite und biegt seinen Hinterleib um den Blattrand herum, so dass entlang des unteren Blattrands ein schmaler Saum von Eiern entsteht. Die Eiablage erfolgt außerordentlich schnell (beobachtet wurde bei einer Art ein Ei in etwa zwei Sekunden) und sehr zahlreich. Gefangene Weibchen legten in kurzer Folge etwa zehntausend Eier, in ihrer Lebensspanne im Freiland sind eventuell noch mehr möglich. Jedes Ei ist mit ca. 0,1 Millimetern Länge winzig klein, die Eier sind abgeplattet und weisen meist auffallende Kanten oder Grate auf. Belegt wird fast wahllos eine Vielzahl von Pflanzenarten. Die Eier entwickeln sich auf der Blattfläche nicht weiter. Dies erfolgt nur, wenn sie, mitsamt dem Blatt, von einem Pflanzenfresser gefressen werden. Bei den bisher untersuchten Arten kommen dafür entweder Schmetterlingsraupen oder Blattwespenlarven ("Afterraupen") in Frage. Für die Entwicklung ist sowohl mechanische Beschädigung der Eihülle beim Fressakt wie auch das besondere, alkalische Darmmilieu erforderlich. Die ausschlüpfende Erstlarve bohrt sich durch die Darmwand in die Leibeshöhle der Raupe ein. Hier erfolgt aber keine Weiterentwicklung (Ausnahme: bei der australischen Gattung Taeniogonalos erfolgt die Weiterentwicklung bei einer oder zwei Arten fakultativ auch direkt in Blattwespenlarven der Familie Pergidae). Ist die belegte Raupe aber bereits von einem Parasitoiden (entweder einer "Schlupfwespe" i. w. S. oder einer Raupenfliege) befallen, bohrt sich die Trigonalidenlarve in diese ein (ist keiner vorhanden, wartet sie in der Raupe ab). Die Larve frisst nun von innen an dem Parasitoiden. Nach der dritten Häutung wandelt sich die bis dahin fast wurmförmige und schwach sklerotisierte Larve, die außer einigen kammartigen Borsten kaum Merkmale aufweist, in ein auffallendes Stadium mit großem Kopf und langen, säbelartigen Mandibeln. In diesem Stadium kämpft sie, wie bei vielen Schlupfwespenlarven, gegen andere möglicherweise vorhandene (Hyper-)Parasitoidenlarven im selben Wirt, einschließlich von Artgenossen, so dass letztlich pro Wirt immer nur eine Trigonalide schlüpft. Die belegte Schlupfwespenlarve verlässt schließlich die befallene Raupe und legt im Boden ein Gespinst an, um sich zu verpuppen. In diesem Stadium verlässt die Trigonalidenlarve ihren Wirt (entweder die Puppe selbst oder die als "Präpuppe" verpuppungsbereite Altlarve), oft durch das Auge. Die Wirtslarve wird dabei immer abgetötet. Im vierten und fünften Larvenstadium frisst die Trigonalidenlarve von außen an der Leiche ihres Opfers weiter. Schließlich verpuppt sie sich neben diesem. Das fertige Insekt (die Imago) schlüpft meist erst nach einer Diapause, die fast immer mehrere Monate lang ist, bei einigen Arten vermutlich bei einem Teil der Population mehrere Jahre andauern kann ("überliegende" Puppenruhe). Bei in Raupenfliegen parasitierenden Arten überwintert die Trigonalide im Puparium.
Abweichend von dem oben geschilderten Lebenszyklus gibt es noch eine zweite Entwicklungsmöglichkeit, die bei denselben Arten fakultativ, bei einigen Arten aber immer (obligat) an dessen Stelle tritt. Raupen sind eine gewöhnliche Beute von jagenden sozialen Faltenwespen, die sie in ihr Nest eintragen und an ihre Larven verfüttern. Wird eine Raupe verfüttert, die von Trigonalidenlarven befallen ist, wird diese mit verfüttert und entwickelt sich anschließend als Brutparasit in der Wespenlarve weiter. Wirte sind zahlreiche Arten der Gattungen Vespa, Vespula und Dolichovespula. Auch hier verlässt die Larve im vierten Stadium die Wirtslarve, nachdem diese sich gerade verpuppt hat und frisst (innerhalb der Zelle in der Wabe) an deren Überresten weiter. Sie verpuppt sich anschließend in der Zelle, wobei sie einen zweiten gesponnenen Deckel einzieht. Bei der eigenen Verpuppung bildet sie außerdem meist eine Zwischenwand, um sich von den verwesenden Überresten der unvollständig gefressenen Wespenlarve fernzuhalten. Nach Beobachtungen wird die ausgeschlüpfte Imago von den Wespen ignoriert und nicht bekämpft.
Trigonalidae sind den bisherigen Beobachtung nach nicht wirtsspezifisch. Anscheinend wird fast jeder Parasitoid der Raupen bzw. eine Vielzahl sozialer Faltenwespen je nach Angebot genutzt. Einige Arten sind sogar sowohl aus Tachinidae wie aus Ichneumonidae bekannt. Die meisten Arten gelten als sehr selten und werden fast immer nur vereinzelt gefunden. In einzelnen Wespennestern lag der Parasitierungsgrad bei etwa 20 %. Daneben existierten aber in derselben Region zahlreiche Nester ganz ohne Parasitierung.
In der Regel vermehren sich Trigonalidae zweigeschlechtlich. Von der australischen Taeniogonalos venatoria sind jedoch nur ausnahmsweise Männchen bekannt geworden (Geschlechterverhältnis etwa 1:250). Diese Art vermehrt sich überwiegend durch (thelytoke apomiktische) Parthenogenese.

## Taxonomie und Systematik
Für die Familie ist in der älteren Literatur sehr häufig der Name Trigonalyidae zu finden. Früher waren noch weitere Schreibvarianten in Gebrauch. Dies rührte von der Unsicherheit der Ableitung des Gattungsnamens Trigonalis her, dessen Wortstamm von verschiedenen Autoren unterschiedlich interpretiert worden war (nach Oehlke wäre eigentlich "Trigonalydidae" grammatisch korrekt gewesen).
Die Familie ist durch zahlreiche apomorphe Merkmale gekennzeichnet und innerhalb der Hautflügler isoliert, so dass sie als einzige Familie (monotypisch) in einer eigenen Überfamilie Trigonaloidea geführt wird. Ihre Stellung innerhalb der Hymenoptera ist umstritten. Zahlreiche ältere Autoren vermuteten engere Beziehungen zu den Aculeata, die auch heute noch durchaus möglich erscheint. Heute wird die (Über-)Familie meist aufgrund zahlreicher ursprünglicher Merkmale (Plesiomorphien) als eine der basalsten Linien der Taillenwespen angesehen, wobei aber ihr Schwestergruppenverhältnis ungeklärt bleibt. In vielen Analysen ergeben sich Beziehungen zu den Hungerwespenartigen (Evaniomorpha). Eine mögliche Schwestergruppe ist nach einem molekularen Stammbaum auf Basis von vier Genregionen die Familie Megalyridae.
Die Familie wird in zwei Unterfamilien gegliedert.
- Unterfamilie Orthogonalinae mit nur einer Gattung (Orthogonalys)
- Unterfamilie Trigonalinae mit 15 Gattungen

## Verbreitung
Die Trigonalidae sind weltweit verbreitet und haben ihr Verbreitungszentrum in den Tropen. Auch einige Gattungen sind beinahe weltweit anzutreffen. Nach Norden zu wird die Familie seltener. In Europa ist nur eine einzige Art der Familie verbreitet, Pseudogonalos hahnii (alternativ als "hahni" geschrieben). Diese Art ist in Deutschland weit verbreitet und in allen Landesteilen anzutreffen, sie kommt auch in den Niederlanden vor.

## Fossile Überlieferung
Fossilien, die der Familie zugeordnet worden sind, treten seit der Kreide auf. Die sehr frühen Vertreter sind aber in der Zuordnung teilweise problematisch. Möglicherweise handelt es sich um Stammgruppenvertreter, oder sie gehören heute ausgestorbenen Familien mit ähnlicher Merkmalskombination wie den ausgestorbenen Maimetshidae an. Zweifelsfrei zuzuordnende Fossilien aus dem Tertiär stammen beispielsweise aus dem baltischen Bernstein. In Deutschland wurden sie in der Fossillagerstätte Rott (bei Bonn) gefunden.